# María de Estrada
María de Estrada war eine gebürtige Spanierin, die gerüstet und kämpfend im frühen 16. Jahrhundert an der Eroberung des heutigen Mexiko bzw. Tenochtitlán teilnahm. Ihr Geburtsdatum ist nicht bekannt, sie dürfte aber nach 1475 in Sevilla geboren sein; ihr Bruder Francisco soll als Schiffsjunge an einer Expedition des Christoph Kolumbus teilgenommen haben.

## Leben
Sie selbst erreichte 1509 die Neue Welt und soll nach einem Schiffbruch einige Jahre unter Einheimischen auf Kuba gelebt haben. Fast alle männlichen Schiffbrüchigen sollen nach anfänglicher freundlicher Aufnahme nachfolgend ermordet worden sein. Im Jahr 1513 wurde sie von Konquistadoren, die versuchten, Kuba zu erobern, aufgestöbert und befreit. Vermutlich war María de Estrada eine der ersten Europäer, die sich in der Neuen Welt akkulturiert hatten. Einen ihrer Befreier, Pedro Sánchez Farfán, soll sie geheiratet haben. Anzumerken ist, dass ein Alonso de Estrada sich im Expeditionskorps des Hernán Cortés aufhielt und dort einen höheren Rang bekleidete. Ob verwandtschaftliche Verbindungen bestanden, ist ungeklärt (evtl. Ehemann).
Auch Pedro Sánchez Farfán begleitete Cortés 1519 nach Mexiko. María de Estrada gelangte vermutlich erst im April 1520 mit der Expedition des Pánfilo de Narváez in das Aztekenreich und überlebte am 1. Juli 1520 auf den Dämmen kämpfend die als Noche Triste bekannt gewordene Flucht aus Tenochtitlan. Auch an der sich an diese Flucht anschließenden Schlacht von Otumba nahm María de Estrada mit einem Schwert kämpfend teil. Die vollständig gerüstete Frau muss auf die Azteken großen Eindruck gemacht haben, denn sie gaben ihr den Spitznamen Mutter Gottes.
Chronisten wie Bernal Díaz del Castillo erwähnen, dass sie die einzige spanische Frau gewesen ist, die an der Eroberung teilgenommen hat. Sie soll nachfolgend mit ihrem Mann größeren Landbesitz in der Nähe von Hueyapan zugewiesen bekommen haben.

### Sachliteratur
- Hugh Thomas: Die Eroberung Mexikos, Cortes und Montezuma. Fischer Taschenbuchverlag, Frankfurt am Main 2000, ISBN 3-596-14969-X.
- Bernal Díaz del Castillo: Geschichte der Eroberung von Mexiko. Georg Adolf Narziß (Hrsg.), Insel-Verlag, Frankfurt am Main 1988, ISBN 3-458-32767-3.

### Belletristik
- Gloria Duran: Maria Estrada, ISBN 1-891270-01-X. (historischer Roman einer mexikanischen Autorin)

| Personendaten    | Personendaten      |
| ---------------- | ------------------ |
| NAME             | Estrada, María de  |
| KURZBESCHREIBUNG | spanische Soldatin |
| GEBURTSDATUM     | 15. Jahrhundert    |
| STERBEDATUM      | 16. Jahrhundert    |